# Chapelle Saint-Méen du Cellier
La chapelle Saint-Méen est un édifice religieux chrétien du Cellier, en Loire-Atlantique, France.

## Description
La chapelle est située au lieu-dit de Saint-Méen, dans l'est du territoire de la commune du Cellier, non loin de sa limite avec Oudon. Elle s'élève à 200 m de la rive nord de la Loire, sur un plateau qui surplombe de près de 60 m cette dernière.
La chapelle Saint-Méen est un petit édifice d'environ 10 m de long sur 7 m de large.

## Historique
La chapelle serait érigée au XVIIe siècle. Elle fait partie de l'ancien prieuré Saint-Méen, lui même portant le nom de l'abbé breton Méen, qui aurait vécu au VIe siècle.
Le site de la chapelle, qui comprend cette dernière, les restes du prieuré et leurs abords, principalement le panorama sur la Loire, est inscrit par arrêté le 26 novembre 1942. Le site inscrit s'étend sur 0,20 ha,